# إعادة تأهيل الأرض

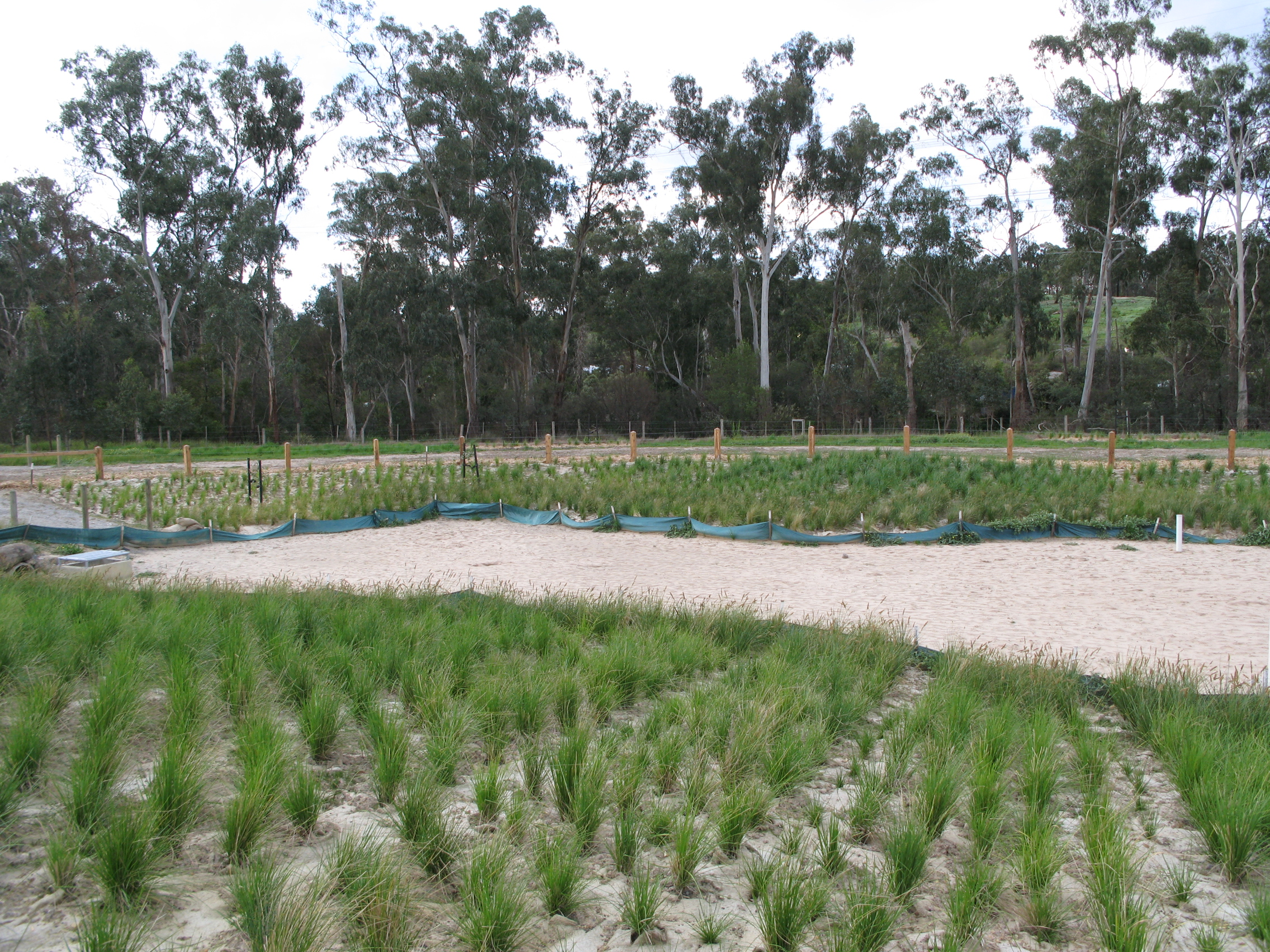
أرض زراعية حديثة الإنشاء في أستراليا.

عملية إعادة تأهيل الأرض هي محاولة إعادة جزء من الأرض إلى درجة قريبة من حالته الطبيعية السابقة بعد ضرر صناعي أو كارثة طبيعية. تَشمل العملية أشياءً مثل إزالة كل الأشياء التي من صنع الإنسان بالإضافة إلى الذيفان والمواد الضارة الأخرى، وأيضاً تحسين وضع التربة وإضافة نباتات جديدة. وبالرغم من أن عملية إعادة تأهيل الأرض تتم غالباً لمعالجة أضرار تسببت بها أشياء من صنع الإنسان مثل التعدين واستخراج النفط والأعمال الأخرى المتعلقة بالنفط، إلى أنها تتم أحياناً لمعالجة عمليات من صنع الطبيعة. ومنها الكوارث الطبيعية مثل الزلازل والفياضانات، وتُستخدم عملية إعادة تأهيل الأرض لتسريع عودتها إلى حالتها الطبيعية. وقد ازدادت الحاجة إلى إعادة تأهيل الأراضي خلال العقود الأخيرة القليلة بسبب تزايد المساحات الزراعية والعمل الزراعي بشكل سريع.